# Veleučilište suvremenih informacijskih tehnologija Zagreb
Veleučilište suvremenih informacijskih tehnologija Zagreb je visoko učilište koje kao privatno veleučilište ustrojava i izvodi prijediplomske i stručne diplomske studije za informacijske tehnologije prema dopusnicama Ministarstva za obrazovanje i znanost (MZO), te razvija stručnu i znanstvenu djelatnost u skladu sa Zakonom u funkciji poboljšavanja kvalitete nastavnika i nastave, osnovano je 2006. godine, dok je 2013. godine osnovan specijalistički diplomski stručni studij informacijskih tehnologija.

## Smjerovi
Smjerovi se biraju u predzavršnoj godini studija izborom dva obvezatno izborna kolegija vezana za izabrani smjer, dok su dva preostala izborna kolegija slobodna. U završnoj godini svi su izborni kolegiji slobodni, uz preporuku izbora kolegija vezanog za izabrani smjer.
Preddiplomski stručni studij uključuje smjerove:
1. računalni sustavi i mreže: operacijski sustavi i sklopovlje osobnih računala i poslužiteljskih računala.
2. programiranje: programski jezici i alati Visual Basic, C, C++, C#, Java, UML, vođenje projekata.
3. baze podataka: sustavi baza podataka Access i SQL Server, sustavi pristupa bazama ASP.NET i ADO.NET, tehnologije i alati za izradu Web stranica HTTP, HTML, XML, JavaScript.
4. informacijski sustavi: projektiranje informacijskih sustava, informatizacija poslovanja, elektroničko poslovanje, društveni informacijski sustavi, modeliranje u sustavu Visio, UML.

Specijalistički diplomski stručni studij informacijskih tehnologija uključuje smjerove:
1. programsko inženjerstvo i informacijski sustavi, osposobljava za poslove vođenja i samostalnu primjenu paradigmi programskog inženjerstva u ostvarenju IT sustava zasnovanih na bazama podataka, poslovnoj logici i prezentacijskim tehnikama,
2. računalni sustavi, osposobljava za poslove vođenja i samostalne implementacije računalnih sustava i programske podrške, poslove projektiranja i izvođenja računalnih mreža te strateške poslove upravljanja računalnom sigurnošću i efikasnošću i
3. ugradbena i prijenosna računala, osposobljava za poslove kreiranja i implementacije programskih rješenja za sustave upravljanja i za mobilna računala, te za kreiranje namjenskog veznog sklopovlja.

Smjerovi se biraju u prvom semestru, izborom dva obvezatno izborna kolegija vezana za izabrani smjer u prvom, drugom i trećem semestru, dok su dva preostala izborna kolegija slobodna.

## Dekanat
- Dekan: Edmond Krusha, v. pred. (2022 –)
- Prodekan za nastavu: dr. sc. Darija Pešut, v. pred.

Katedre
- Katedra za matematiku i fiziku – voditelj katedre Marijan Čančarević, v. pred.
- Katedra za jezike i društvene kolegije – voditeljica katedre dr.sc. Darija Pešut, v. pred.
- Katedra za elektrotehniku i digitalne sustave – voditelj katedre Jurica Đurić, v. pred.
- Katedra za programiranje – voditeljica katedre Dragana Čulina, pred.
- Katedra za računalne sustave i mreže – voditelj katedre Jurica Đurić, v. pred.
- Katedra za baze podataka i informacijske sustave – voditelj katedre Dalibor Bužić, v. pred.

Voditelji studija
- Marijan Čančarević, v. pred. – voditelj stručnog prijedplomskog studija IT
- Dalibor Bužić, v. pred. voditelj stručnog diplomskog studija IT

## Sustav upravljanja kvalitetom
VSITE je 2011. godine uspostavio procesno usmjereni sustav upravljanja kvalitetom (SUK) u skladu sa zahtjevima norme ISO 9001:2008 i dobio prvi certifikat ISO 9001:2008 za preddiplomski stručni studij informacijskih tehnologija. Sustav je recertificiran 2014. godine za preddiplomski i specijalistički diplomski stručni studij informacijskih tehnologija.
VSITE je 2012. godine završio proces razvoja sustava osiguravanja kvalitete u skladu sa Standardima i smjernicama za osiguravanje kvalitete u europskom prostoru visokog obrazovanja (ESG 2009) donošenjem posebnog Priručnika za osiguravanje kvalitete i 33 radne procedure. Sustavi upravljanja kvalitetom zasnovani na zahtjevima ISO 9001:2008 i ESG 2009 su međusobno usklađeni i integrirani.

## Međunarodna suradnja
Voditelj: Maja Ožegović Bačak
Partnerska učilišta
- Ondokuz Mayis University (Erasmus)
- University of Beykent (Erasmus)
- Fakulteta za informacijske študije (Erasmus)
- Banja Luka College (Erasmus)

Udruge
- EURASHE
- SEFI
- MIPRO

## Vanjske poveznice
- https://www.vsite.hr/